# 1969年香港市政局選舉
1969年香港市政局選舉於1969年3月5日舉行，由合資格選民 (具有陪審員資格等23種人士) 投票選出5位民選議員，任期4年；本屆選舉一共有10人參選。

## 選舉情形
本次選舉為1965年香港市政局選舉之換屆選舉，投票站設有七處，分別為香港大會堂、尖沙咀碼頭東側候船室、北角丹拿山警察子弟學校、軒尼詩道官立小學、觀塘政府合署、新蒲崗官立小學及旺角伊利沙伯中學，投票人數為8,178人，投票時間由上午八時至下午八時，而選民須在十名候選人中圈選兩人。此次有十名候選人，革新會提名貝納祺、梁學瓊、古樂聲、胡鴻烈及黃博度，而公民協會則提名簡日淦、歐德禮、陳子鈞及王幸利，另有獨立參選人劉雨濱。

## 當選名單
- 貝納祺：御用大律師、香港革新會會長
- 胡鴻烈：大律師、香港蘇浙同鄉會理事，後來創辦樹仁大學，現仍為該校校監
- 簡日淦：東華三院董事局總理
- 陳子鈞：大律師
- 王幸利

## 選舉結果
| 候選人 | 所得票數 |
| ------ | -------- |
| 貝納祺 | 5,455    |
| 胡鴻烈 | 4,761    |
| 簡日淦 | 4,325    |
| 陳子鈞 | 4,111    |
| 王幸利 | 3,536    |
| 歐德禮 | 2,373    |
| 梁學瓊 | 2,553    |
| 劉雨濱 | 2,752    |
| 黃博度 | 2,459    |
| 古樂聲 | 1,343    |